# Музей Рахми М. Коча

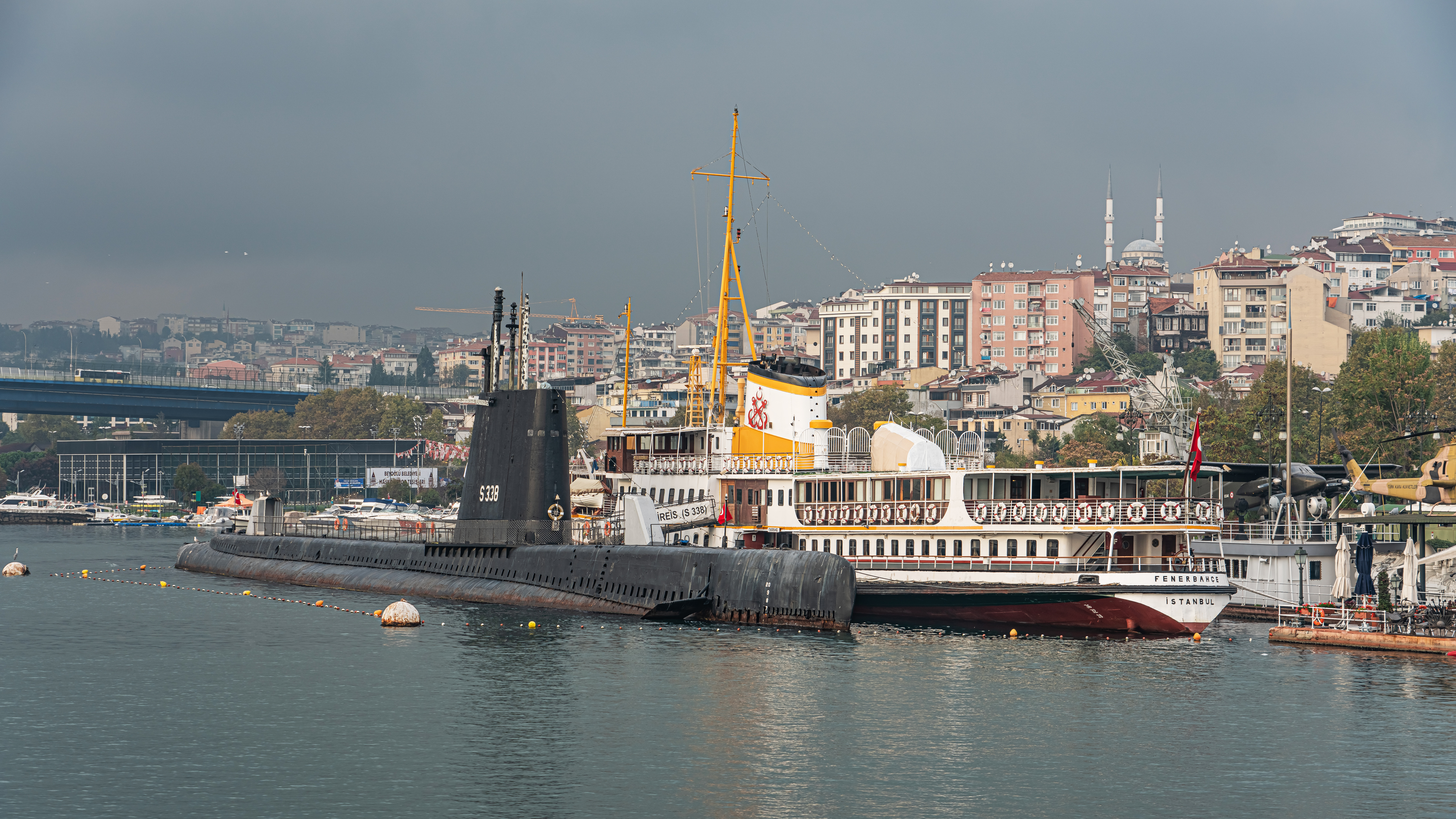
Вид музея с Золотого Рога

Музей Рахми М. Коча — частный промышленный музей, посвящённый истории транспорта, промышленности и коммуникаций в Стамбуле, Турция. Музей был основан в 1991 году Рахми М. Кочем, членом самой богатой династии Турции и бывшим председателем (ныне почётным председателем) Koç Group. Он был открыт 13 декабря 1994 года. Музей расположен в двух исторических зданиях, пристроенных друг к другу в районе Хаскёй на северном побережье Золотого Рога. Каждый день, кроме понедельника, он открыт для публики.

## Коллекции
- Автомобильный транспорт.
- Железнодорожный транспорт.
- Департамент Ататюрка.
- Научные инструменты.
- Морская экспозиция, включая подводную лодку TCG Uluçalireis (S 338).
- Пароход «Фенербахче».
- Авиация.
- Средства связи.
- Технические машины.
- Модели технических машин и игрушки.
- Частные коллекции.
- Живое прошлое.